# Vilcas Huamán
Vilcas Huamán – miasto w Peru, w regionie Ayacucho, stolica prowincji Vilcas Huamán. W 2008 liczyło 2815 mieszkańców.